# Yamaha PSR-500M
De Yamaha PSR-500M is een keyboard dat geproduceerd is door de Yamaha Corporation. Het instapmodel verscheen in 1991.

## Specificaties
- 99 verschillende voices
- 98 verschillende styles (met variaties)
- 'One Touch Setting': met één druk op de knop zoekt het keyboard een geschikt instrument bij een bepaalde style.
- 61 toetsen en 5 complete octaven
- In- en uitvoer voor hoofdtelefoon, versterker, etc.